# Controlled Distribution
Controlled Distribution ist ein Begriff aus der Betriebswirtschaft. Es handelt sich dabei um eine auf Dauer ausgelegte Ausgestaltung von Distributionssystemen. Das Ziel ist die herstellerseitige Kontrolle und Steuerung der endverbraucherorientierten Koordination zwischen dem herstellenden Unternehmen und den vertragsgebundenen Distributionsorganen.
Formen der Controlled Distribution sind vorrangig als Antwort seitens der Konsumgüterhersteller auf den Machtzuwachs und die zunehmende Emanzipation des Einzelhandels zu verstehen. So streben Handelsunternehmen bereits seit Jahren neben der Logistikführerschaft die Marketingführerschaft im Distributionskanal an und verstehen sich in einem verstärkten Ausmaß als Integratoren und weniger als reine Distributionsmittler bzw. als "verlängerter Arm" der Industrie. Hierdurch sehen sich Industrieunternehmen verstärkt mit u. U. zur eigenen strategischen Ausrichtung konträren Zielsetzungen und Vorstellungen der Distributionsmittler konfrontiert, woraus ein gesteigertes Interesse daran erwächst, eine intensivere Einflussnahme auf die nachgelagerten Prozesse und Unternehmen auszuüben und deren Politik im Hinblick auf die eigenen Zielsetzungen, insbesondere die eigenen Vorstellungen im Rahmen der Markenartikeldistribution, zu steuern. Dies kann über vertikal-integrative Distributionssysteme bzw. Formen der Secured Distribution als Umgehungsstrategie des Handels und vertikal-kooperative Distributionssysteme bzw. Formen der Controlled Distribution erfolgen.
In der Konsumgüterpraxis ist eine Formenvielfalt von vertikal kontrollierten Distributionssystemen bzw. Kontraktsystemen zu verzeichnen. Diese reichen in einer breiten Begriffsauslegung von einfachen, auf partnerschaftliche Zusammenarbeit ausgerichteten Rahmenverträgen, wie sie u. a. im Trade-Marketing Anwendung finden, über vertikale Vertriebsbindungen, Ausschließlichkeitsbindungen, bis hin zu Vertragshändlersystemen, Franchise-Systemen und Agentursystemen. Es ist allerdings darauf hinzuweisen, dass die Unterschiede und Abgrenzungen zwischen den unterschiedlichen Formen der Controlled Distribution in der Unternehmenspraxis oftmals verschwimmen.